# Миле Станковић
Миле Станковић (Трнавац, 4. новембар 1950 — Београд, 5. март 2009) био је српски глумац.

## Биографија
Рођен је 1950. године у Трнавцу, код Коренице. У Загребу је завршио Вишу саобраћајну школу и тамо се запослио у СУП-у, а упоредо се аматерски бавио и драмом.
1973. године је примљен на Факултет драмских уметности у Београду, где је дипломирао у класи професора Миленка Маричића. Као најталентованији у генерацији, добио је стални ангажман у Београдском драмском позоришту.
У позоришту се истакао улогама: Ивана („Сабирни центар“, Љ. Драшковић), секретара Миловића („Дуго путовање у Европу“, Е. Савин), Илије Јешанова („Ново је доба“, Е. Савин), Пабло Пикасо („Крила од орлова“, С. Домазет).
2003. године у Русији је за представу Саве Радовића „Исповест Ставрогина“, добио заједно са њим Медаљу Достојевског за најбољи глумачки пар, на 7. међународном фестивалу позоришних представа по делима Достојевског.
Станковић је објавио две књиге „Лика које више нема“ (1998), која је допуњена са елементима романа и аутобиографије. Издао је и збирку прича и песама „Избјеглички кошмари“, која је промовисана у јануару 2009. године, а краси је аутентични језик личких сељака.
Био је члан крајишке групе Звуци завичаја, за коју је писао и текстове.
Преминуо је после тешке болести у 59. години и сахрањен у родној Лици, само у присуству породице и најближих пријатеља, пошто по сопственој жељи, јавност о томе није обавештена.

## Улоге
| Год.       | Назив                             | Улога                               |
| ---------- | --------------------------------- | ----------------------------------- |
| 1970.-те   |                                   |                                     |
| 1975.      | Синови                            | Киковић                             |
| 1975.      | Повратак лопова (ТВ)              |                                     |
| 1979.      | Слом (серија)                     | Поручник бојног брода Јаков Јововић |
| 1980.-те   |                                   |                                     |
| 1980.      | Мама (кратак филм)                |                                     |
| 1980.      | Швабица                           |                                     |
| 1981.      | Пикник у тополи                   | Груја                               |
| 1981.      | Светозар Марковић                 |                                     |
| 1982.      | Дивље месо (ТВ)                   | Симић                               |
| 1986.      | Шовинистичка фарса (видео)        | Асатлија                            |
| 1986.      | Тајна Лазе Лазаревића (ТВ)        | Бранилац 2                          |
| 1986.      | Врење (ТВ)                        |                                     |
| 1987.      | Увек спремне жене                 | Гиле                                |
| 1988.      | Вук Караџић (серија)              |                                     |
| 1988.      | Бољи живот (серија)               |                                     |
| 1989.      | Другарица министарка (серија)     |                                     |
| 1989.      | Балкан експрес 2 (серија)         |                                     |
| 1990.-те   |                                   |                                     |
| 1990.      | Заборављени (серија)              | Шофер Милун                         |
| 1992.      | Тито и ја                         | Други пијанац                       |
| 1993.      | Театар у Срба (серија)            |                                     |
| 1993.      | Византијско плаво                 | Картарош                            |
| 1993.      | Броз и ја (ТВ серија)             | Други пијанац                       |
| 1995.      | Отворена врата (серија)           | Носач                               |
| 1997.      | Горе доле (серија)                | Пенда                               |
| 1998-1999. | Породично благо (серија)          | Комшија                             |
| 1999.      | Нож                               | Југовић                             |
| 2000.-те   |                                   |                                     |
| 2001.      | Бумеранг                          | Доктор                              |
| 2001.      | Све је за људе                    |                                     |
| 2004.      | Трагом Карађорђа (серија)         | Турчин седе браде                   |
| 2006.      | Реконвалесценти (ТВ)              | Болничар Милосав                    |
| 2007.      | Божићна печеница (ТВ)             | Сељак на пијаци                     |
| 2007.      | Љубав, навика, паника (серија)    | Професор географије                 |
| 2007.      | Бела лађа (серија)                | Калоперовић                         |
| 2007.      | Желим(м)ир (серија)               |                                     |
| 2008.      | Ближњи (ТВ)                       | Таксиста                            |
| 2008.      | Бела лађа 2 (серија)              | Калоперовић                         |
| 2008.      | Улица липа (серија)               | Калоперовић                         |
| 2007-2008. | Љубав и мржња (серија)            | Мирољуб                             |
| 2008.      | Заборављени умови Србије (серија) |                                     |
| 2008-2009. | Горки плодови (серија)            | Обрад                               |